# Jessica Jaymes
Jessica Jaymes (ur. 8 marca 1979 w Anchorage, zm. 17 września 2019 w San Fernando Valley) – amerykańska aktorka pornograficzna i modelka.

## Życiorys

### Wczesne lata
Urodziła się w Anchorage na Alasce jako córka Deborah i Michaela Reddinga (1950–2003). Jej matka pochodziła z Czech i Francji, a jej ojciec Seminole był patrolem i tajnym agentem Drug Enforcement Administration. W wieku dziesięciu lat przeniosła się z ojcem do Arizony. W dzieciństwie chciała być pilotem myśliwca, jednak nie zrealizowała tych planów. Uczęszczała do Rio Salado Community College. W latach 1997–99 uczyła się w New Mexico Military Institute w Roswell w stanie Nowy Meksyk. Mając 18 lat zrobiła sześciotygodniowy kurs i zaczęła pracować w szkole podstawowej jako nauczycielka ucząca od czwartej do szóstej klasy przez trzy lata. Ze względów finansowych zaczęła dorabiać sobie jako striptizerka, nie rezygnując z pracy w szkole.

### Kariera w branży porno
Latem 2002 rozpoczęła karierę w branży pornograficznej. Jej pseudonim artystyczny to połączenie jej prawdziwego imienia i imienia jej ówczesnego chłopaka Jamesa. Debiutowała w filmie Sexhibition 9, wytwórni Sunshine Films. W wieku 21 lat przeszła operacje powiększenie piersi, która powiększyła rozmiar jej biustu z 34B na 35D.
Jej kariera zaczęła nabierać tempa wraz ze zdobyciem tytułu „Hustler Honey of the Year” i ogłoszeniem jej pierwszą w dziejach modelką kontraktową magazynu „Hustler”. W sierpniu 2008 została ulubienicą miesiąca magazynu „Penthouse”.
W filmie Hustler Video Piękna i ochroniarz (Beauty and the Bodyguard, 2005) jako Tyra, siostrzenica szefa mafii, wzięła udział w scenie seksu z wynajętym ochroniarzem (Randy Spears) i roznosicielem pizzy (Tommy Gunn). W parodii porno serialu Gotowe na wszystko – Desperate Housewhores 2 (2005) wystąpiła w scenie z Victorią Von Helkine i Evanem Stone’em, w De-Briefed 1 (2005) z Katie Morgan i Manuelem Ferrarą, a w SisterHood 2 (2013) jako zakonnica z Nikki Benz i Mickiem Blue.
Występowała w produkcjach Wicked Pictures, Vivid Entertainment, Digital Playground, Bluebird Films, Penthouse, Naughty America, Ninn Worx i Brazzers.

### Działalność poza przemysłem porno
Gościła w filmie dokumentalnym Porno Valley (2004) i programie Howarda Sterna (2004–2005). Zagrała również niewielką rolę w dwóch odcinkach serialu Showtime Trawka (Weeds, 2007) i komedii romantycznej How to Make Love to a Woman (2010) z Ianem Somerhalderem i Krysten Ritter. W dramacie sensacyjnym Killing Machine (Icarus, 2010) w reżyserii Dolpha Lundgrena pojawiła się jako martwa brunetka w wannie.

## Życie prywatne
W latach 2006–2009 związana była z Dave’em Navarro, byłym gitarzystę grupy Red Hot Chili Peppers i Jane’s Addiction.
18 września 2019 Jaymes została znaleziona martwa w swoim domu w San Fernando Valley przez swojego partnera biznesowego, który poszedł sprawdzić co się stało po tym, jak była nieaktywna online przez prawie tydzień i nie odpowiadała na wiadomości. Przyczyna śmierci nie jest znana. 7 listopada 2019 roku amerykańskie media przytoczyły raport koronera, z którego wynika, że 40-letnia aktorka zmarła z przyczyn naturalnych. W dokumencie stwierdzono jednak, że przed śmiercią podjęła co najmniej jedną próbę samobójczą. Jessica Jaymes miała cierpieć na depresję, mieć myśli samobójcze i próbować się zabić poprzez przedawkowanie leków i alkoholu. W raporcie podkreślono, że 9 kwietnia aktorka wypiła sporą ilość alkoholu, straciła przytomność a po tym, jak się ocknęła, przedawkowała leki nasenne. W ostatnich miesiącach przed śmiercią była także wielokrotnie hospitalizowana. Według koronera gwiazda filmów porno przez wiele lat miała także problemy z alkoholem.

## Nagrody i nominacje
| Rok  | Nagroda                    | Kategoria                       | Film                           | Inni wykonawcy                                                                           | Rezultat  |
| ---- | -------------------------- | ------------------------------- | ------------------------------ | ---------------------------------------------------------------------------------------- | --------- |
| 2004 | Delta di Venere (Mediolan) | Najlepsza amerykańska gwiazdka  | –                              | –                                                                                        | Wygrana   |
| 2006 | AVN Award                  | Najlepsza scena seksu grupowego | The Devil in Miss Jones (2005) | Cameron Caine, Rob Rotten, Anthony Hardwood, Rachel Rotten, Mario Rossi i Savanna Samson | Nominacja |
| 2010 | AVN Award                  | Najlepsza scena seksu triolizmu | Sleazy Riders (2008)           | Mya Nichole i Lee Stone                                                                  | Nominacja |
| 2018 | AVN Award                  | AVN Hall of Fame                | –                              | –                                                                                        | Wygrana   |